# (474) Prudentia
(474) Prudentia – planetoida z pasa głównego asteroid okrążająca Słońce w ciągu 3 lat i 308 dni w średniej odległości 2,45 j.a. Została odkryta 13 lutego 1901 roku w Landessternwarte Heidelberg-Königstuhl w Heidelbergu przez Maxa Wolfa. Nazwa planetoidy pochodzi od Prudencji, alegorycznej rzymskiej postaci. Przed nadaniem nazwy planetoida nosiła oznaczenie tymczasowe (474) 1901 GD.